# アンソニー・ブラウン (作家)
アンソニー・ブラウン（Anthony Browne,1946年9月11日 – ）は、イギリス人児童文学作家、イラストレーターである。
1946年、イギリスシェフィールド生まれ。
リーズ美術大学(en:Leeds College of Art)で学んだ。
1983年、1992年にケイト・グリーナウェイ賞、1985年にドイツ児童文学賞、2000年に国際アンデルセン賞を受賞した。

## 受賞歴
- ケイト・グリーナウェイ賞
  - 1983年　（Gorillaに対して）
  - 1992年　（Zoo（『どうぶつえん』）に対して）
- ドイツ児童文学賞絵本部門 1985年　en:Annalena MacAfee著（Mein Papi, nur meiner!(The Visitors Who Came to Stay)に対して）
- 国際アンデルセン賞画家賞　2000年

## 主な作品
- Gorilla (1983)
- Into the Forest（『森のなかへ』）
- Little Beauty
- My Dad
- My Mum
- Silly Billy（『びくびくビリー』）
- Voices in the Park (1998)
- A Walk in the Park
- Willy the Wimp（『こしぬけウィリー』）
- Me and You
- The Night Shimmy

## 日本語訳された作品

### 主な著書
- 『こうえんのさんぽ』ヨーロッパ創作絵本シリーズ、谷川俊太郎訳、佑学社、1980年
- 『どうだいかすだろ！』あかねせかいの本、山下明生訳、あかね書房、1985年
- 『クマくんのふしぎなエンピツ』児童図書館・絵本の部屋、田村隆一訳、評論社、1993年
- 『ボールのまじゅつしウィリー』児童図書館・絵本の部屋、久山太市訳、評論社、1998年
- 『うちのパパってかっこいい』児童図書館・絵本の部屋、久山太市訳、評論社、2000年
- 『こしぬけウィリー』児童図書館・絵本の部屋、久山太市訳、評論社、2000年
- 『どうぶつえん』藤本朝巳訳、平凡社、2003年
- 『森のなかへ』児童図書館・絵本の部屋、灰島かり訳、評論社、2004年
- 『かわっちゃうの？』児童図書館・絵本の部屋、さくまゆみこ訳、評論社、2005年
- 『アンソニー・ブラウンのキング・コング』藤本朝巳訳、平凡社、2005年
- 『びくびくビリー』児童図書館・絵本の部屋、灰島かり訳、評論社、2006年
- 『くまさんのまほうのえんぴつ』さくまゆみこ訳、BL出版、2011年

### 主なイラスト
- 『ナイトシミー ― 元気になる魔法』グエン・ストラウス著、平凡社、2002年
- 『とんとんとん！とをたたくのはだあれ？』児童図書館・絵本の部屋、サリ・グリンドリ著、評論社、2003年